# Jorge Alfredo Agúndez
Jorge Alfredo Agúndez (Ciudad de San Luis, 2 de diciembre de 1945), apodado Pupa, es un abogado y político argentino, perteneciente a la Unión Cívica Radical, que ejerció un mandato como diputado de la Nación Argentina (1989-1993) y dos como Senador Nacional (1995-2005), ambos en representación de la provincia de San Luis. Fue presidente del bloque de senadores de la UCR entre los años 2000 y 2001. En 1987 fue candidato radical a gobernador de San Luis en las elecciones provinciales de ese año, resultando derrotado por el gobernador justicialista Adolfo Rodríguez Saá.

## Biografía y trayectoria
Nacido en San Luis, Argentina, el 2 de diciembre de 1945, Agúndez estudió en la Universidad Nacional de La Plata, obteniendo su título de abogado. Su ingreso a la política fue tardío, dentro de la Unión Cívica Radical (UCR), a partir de 1982, con la apertura democrática tras el colapso de la dictadura militar autodenominada Proceso de Reorganización Nacional. Se desempeñó como convencional constituyente de la provincia de San Luis en 1987, convirtiéndose en una figura destacada en la oposición al gobernador Adolfo Rodríguez Saá, del Partido Justicialista (PJ). De cara a las elecciones provinciales de 1987 se postuló como candidato del radicalismo a la gobernación. Afectado por el desgaste del gobierno de Raúl Alfonsín a nivel nacional, así como la popularidad personal de Rodríguez Saá, Agúndez resultó derrotado por un margen de más diecinueve puntos, recibiendo solo el 32,87% de los votos y ubicándose en segundo puesto detrás del 52,13% del gobernador en ejercicio.
En 1989 encabezó la lista de diputados nacionales por San Luis de la UCR en las elecciones legislativas de ese año, ubicándose en segundo puesto con el 38,30% de los votos y accediendo de este modo a un escaño en la Cámara de Diputados. Finalizó su mandato en 1993, sin presentarse a la reelección.
Con la reforma constitucional argentina de 1994, se instauró nuevamente (después de su breve existencia entre 1973 y 1976) la figura del tercer Senador Nacional por la minoría, resultando Agúnez designado el 29 de noviembre de 1995 por el bloque legislativo radical de San Luis para ocupar el cargo por el período 1995-2001, y asumiendo el 10 de diciembre. Fue simultáneamente vicepresidente del bloque radical en el Senado, con José Genoud ejerciendo la presidencia. Durante su período en la cámara alta, Agúndez fue un destacado opositor al gobierno provincial de Rodríguez Saá, cuestionándolo particularmente durante la crisis judicial que tuvo lugar en la provincia a finales de la década de 1990. Durante el gobierno de Fernando de la Rúa (1999-2001), se convirtió en una figura clave para el oficialismo dentro del Senado y, con el abandono del cargo de Genoud en octubre de 2000, tras la dimisión del vicepresidente Carlos Álvarez, Agúndez asumió como presidente del bloque de la UCR, luego de las sucesivas renuncias del riojano Raúl Alfredo Galván y el misionero Mario Losada, en el lapso de treinta días por diversos motivos.
En las elecciones legislativas de 2001, las primeras en las que el Senado se eligió directamente, Agúndez obtuvo un segundo mandato por la minoría, aunque fue aplastantemente superado en votos por el justicialismo, que obtuvo el 67,68% de los votos, mientras que su lista, secundada por Marcela Ramona Carranza, obtuvo solo el 14,64% de los votos y estuvo muy cerca de verse relegada al tercer puesto detrás de la Alternativa por una República de Iguales, encabezada en la provincia por Juan José Laborda Ibarra y por Elisa Carrió a nivel nacional. En el sorteo por la duración de los mandatos, ya que el Senado se renueva de manera escalonada, Agúndez obtuvo un mandato de dos tercios con cuatro años, destinado a renovarse en 2005. El 7 de diciembre del mismo año, fue reemplazado por Carlos Maestro, ex gobernador del Chubut, como presidente del bloque radical, pasando a presidir el Jury de Enjuiciamiento.
En 2005, intentó renovar su banca en las elecciones de medio término de dicho año, con Norma Alicia García secundándolo en la lista "Frente Radical, Democrático Cívico y Social", compuesta por la UCR, el Partido Demócrata Independiente y el partido Recrear para el Crecimiento. El peronismo concurrió dividido entre la facción que apoyaba al gobernador Alberto Rodríguez Saá (Frente Justicialista), y la facción favorable al gobierno nacional de Néstor Kirchner (Frente para la Victoria). Ante la polarización entre las dos facciones peronistas, Agúndez resultó contundentemente derrotado, ubicándose en tercer puesto detrás de la lista kirchnerista y del peronismo oficialista (que ocuparon las tres bancas senatoriales), y recibiendo solo el 6,59% de los votos. Fue sucedido como senador de la minoría por el kirchnerista Daniel Pérsico el 10 de diciembre del mismo año.
De cara a las elecciones legislativas de 2011, buscó retornar al Senado como candidato del Frente Unidos por San Luis. Sin embargo, la lista se ubicó de nuevo en un lejano tercer puesto con el 10,52% de los votos, nuevamente sin poder acceder a la banca. Se mantuvo como opositor tanto al kirchnerismo como al peronismo encabezado por los hermanos Rodríguez Saá, aunque a partir de 2015 reflejó también un claro pensamiento contrario a la alianza Cambiemos dentro del radicalismo, al gobierno de Mauricio Macri que su partido integraba, y a su expresión puntana, "San Luis Unido", liderado por el exgobernador peronista Claudio Poggi.